# ماندوراه
ماندوراه مندورة(بالإنجليزية: Mandurah)‏ هي مدينة تقع في أستراليا الغربية على بعد 75 كيلومترا إلى الجنوب من بيرث على محيط هندي الساحل. في عام 2006 ، كان يبلغ عدد سكانها 67.813 نسمة. وإنما تعتمد على بيرث لتوفير فرص العمل والخدمات. الكثير من سكانها هم من المتقاعدين.

## المناخ
يظهر الجدول التالي التغييرات المناخية على مدار السنة لماندوراه:
| البيانات المناخية لـماندوراه      | البيانات المناخية لـماندوراه | البيانات المناخية لـماندوراه | البيانات المناخية لـماندوراه | البيانات المناخية لـماندوراه | البيانات المناخية لـماندوراه | البيانات المناخية لـماندوراه | البيانات المناخية لـماندوراه | البيانات المناخية لـماندوراه | البيانات المناخية لـماندوراه | البيانات المناخية لـماندوراه | البيانات المناخية لـماندوراه | البيانات المناخية لـماندوراه | البيانات المناخية لـماندوراه |
| الشهر                             | يناير                        | فبراير                       | مارس                         | أبريل                        | مايو                         | يونيو                        | يوليو                        | أغسطس                        | سبتمبر                       | أكتوبر                       | نوفمبر                       | ديسمبر                       | المعدل السنوي                |
| --------------------------------- | ---------------------------- | ---------------------------- | ---------------------------- | ---------------------------- | ---------------------------- | ---------------------------- | ---------------------------- | ---------------------------- | ---------------------------- | ---------------------------- | ---------------------------- | ---------------------------- | ---------------------------- |
| الدرجة القصوى °م (°ف)             | 41.0 (105.8)                 | 39.5 (103.1)                 | 37.8 (100.0)                 | 32.9 (91.2)                  | 28.8 (83.8)                  | 25.6 (78.1)                  | 22.2 (72.0)                  | 21.4 (70.5)                  | 25.6 (78.1)                  | 32.4 (90.3)                  | 37.7 (99.9)                  | 39.6 (103.3)                 | 41.0 (105.8)                 |
| متوسط درجة الحرارة الكبرى °م (°ف) | 29.3 (84.7)                  | 29.6 (85.3)                  | 27.6 (81.7)                  | 24.4 (75.9)                  | 20.6 (69.1)                  | 18.1 (64.6)                  | 17.3 (63.1)                  | 17.7 (63.9)                  | 19.2 (66.6)                  | 21.2 (70.2)                  | 24.4 (75.9)                  | 27.0 (80.6)                  | 23.0 (73.4)                  |
| متوسط درجة الحرارة الصغرى °م (°ف) | 17.2 (63.0)                  | 17.1 (62.8)                  | 15.8 (60.4)                  | 13.9 (57.0)                  | 11.2 (52.2)                  | 9.7 (49.5)                   | 9.0 (48.2)                   | 9.2 (48.6)                   | 9.9 (49.8)                   | 10.7 (51.3)                  | 13.6 (56.5)                  | 15.5 (59.9)                  | 12.7 (54.9)                  |
| أدنى درجة حرارة °م (°ف)           | 10.1 (50.2)                  | 9.7 (49.5)                   | 6.6 (43.9)                   | 5.1 (41.2)                   | 2.4 (36.3)                   | 0.9 (33.6)                   | 1.9 (35.4)                   | 0.6 (33.1)                   | 3.1 (37.6)                   | 3.8 (38.8)                   | 4.3 (39.7)                   | 9.5 (49.1)                   | 0.6 (33.1)                   |
| الهطول مم (إنش)                   | 9.6 (0.38)                   | 13.3 (0.52)                  | 19.6 (0.77)                  | 44.0 (1.73)                  | 126.2 (4.97)                 | 189.7 (7.47)                 | 175.4 (6.91)                 | 126.6 (4.98)                 | 84.7 (3.33)                  | 51.8 (2.04)                  | 22.8 (0.90)                  | 11.6 (0.46)                  | 875.1 (34.45)                |
| المصدر:                           |                              |                              |                              |                              |                              |                              |                              |                              |                              |                              |                              |                              |                              |

## أعلام
- جوزيف جون هولمز
- بيتي كثبرت
- برايان تايلور
- تشارلز آبي